# الحمراء (المضاربة والعارة)

تعديل مصدري - تعديل

الحمراء هي إحدى قرى عزلة المضاربة بمديرية المضاربة والعارة التابعة لمحافظة لحج، بلغ تعداد سكانها 101 نسمة حسب تعداد اليمن لعام 2004.